# 卿卿我心
《卿卿我心》，2021年中国大陆甜宠爱情架空古裝剧。由爱奇艺、镜像空间联合出品，导演任海曜执导，并且由程潇、谷嘉诚领衔主演。该剧于2020年8月30日象山开机。於2021年12月9日腾讯视频和爱奇艺首播

## 播放平台
| 頻道            | 所在地 | 日期          | 時間 | 備註 |
| 腾讯视频/爱奇艺 | 中国   | 2021年12月9日 |      |      |

## 演員表

### 領銜主演
| 演員   | 角色     | 简介 |
| 程潇   | 路卿卿   | 灵女之女、路府二小姐。因体内没有灵力，所以在路府被关二十年，机灵、活泼。偶然发现与纨绔王爷南宫一昕接触，便可以让自己的灵力大增。便开启了一番逆袭之路。 |
| 谷嘉诚 | 南宫一昕 | 晋王，看似纨绔其实智勇双全的傲娇王爷，是启元大陆灵力最为高强之人，与卿卿相爱相知，最终成为眷侣。                                                       |

### 启元大陆
| 演員                | 角色         | 简介 |
| 王一菲              | 路云溪       | 路府大小姐，爱慕南宫铭炀。 |
| 杨泽                | 南宫铭炀     | 启元大陆的太子，温润和煦，心怀天下，一心倾慕路卿卿，多次为其解困。始终相信自己的王兄晋王，是个好弟弟也是一位明君。                                     |
| 胡彩虹              | 启元大陆王后 | 太子的母亲，为取得灵力石使太子尽早登基，曾多次与路鸿竹合谋算计他人，心机深沉。视晋王为太子登基的威胁，在之幼年时便下毒，以防日后晋王欲与太子争夺王位。 |
| 海一天 （特別出演） | 路鸿竹       | 启元大陆路府的家主，亦是太子之导师，野心勃勃，为了夺取灵力石不择手段。爱慕灵女，却因灵女选择与利安门主相守而由爱生恨，犯下许多错。                     |
| 宋文作              | 齐翼         | 路鸿竹的贴身侍卫，倾慕路云溪。内心沉默内敛，在爱恨中十分卑微，但骨子里却依旧坚强。                                                                     |
| 符雅凝              | 百合         | 路卿卿贴身侍女。娇憨忠厚，身份低微，忠心护主。 |

### 废灵谷
| 演員   | 角色              | 简介 |
| 邬靖靖 | 靈女              | 路卿卿之母，因发现路鸿竹对灵力石有所图，便带其逃往废灵谷，并封印于卿卿体内，最后被路鸿竹逼迫，跳崖自尽。                       |
| 金珈   | 吾大夫／ 利安門主 | 路卿卿之父，為隱藏身分以吾大夫的身分示人。                                                                                     |
| 邱虹凯 | 司空影            | 废灵谷统领之子。聪慧纯粹，生性潇洒不羁，智勇双全。深深爱幕菀青，即便几次被拒也坚持不懈，最终打动了菀青，互相陪伴彼此走出黑暗。 |
| 王艺诺 | 菀青              | 温暖善良、爽快俐落，是慈幼园不可或缺的存在。因爱人被灵力军所杀，而从此封闭内心，后来渐渐被司空影的温暖所融化，打开心房。       |

## 电视原声带
| 曲序 | 曲目                 |            | 作曲   | 编曲      | 演唱       |
| ---- | -------------------- | ---------- | ------ | --------- | ---------- |
| 1.   | 《月下》（片头曲）   | 张靓、栗锦 | 栗锦   | 陈晓磊    | 朱主愛     |
| 2.   | 《卿心》（片尾曲）   | 张靓、栗锦 | 栗锦   | 张艺      | 苏醒、何洁 |
| 3.   | 《一念成霜》（插曲） | 张靓、栗锦 | 栗锦   | 张艺      | 多亮       |
| 4.   | 《忽远忽近》（插曲） | 李冠群     | 李冠群 | 陳超Charl | 双笙       |